# Fabronia polycarpa
Fabronia polycarpa là một loài Rêu trong họ Fabroniaceae. Loài này được Hook. mô tả khoa học đầu tiên năm 1818.